# Luxemburg az 1988. évi téli olimpiai játékokon
Luxemburg a kanadai Calgaryban megrendezett 1988. évi téli olimpiai játékok egyik részt vevő nemzete volt. Az országot az olimpián 1 sportágban 1 sportoló képviselte, aki érmet nem szerzett. Luxemburg 52 év eltelte után először szerepelt újra a téli olimpiai játékokon.

## Alpesisí
Férfi
| Versenyző       | Versenyszám            | 1. futam | 1. futam | 2. futam | 2. futam | Összesítés    | Összesítés    |
| Versenyző       | Versenyszám            | Idő      | Hely.    | Idő      | Hely.    | Idő           | Helyezés      |
| --------------- | ---------------------- | -------- | -------- | -------- | -------- | ------------- | ------------- |
| Marc Girardelli | Lesiklás               |          |          |          |          | 2:02,59       | 9.            |
| Marc Girardelli | Óriás-műlesiklás       | 1:07,79  | 26.      | 1:04,00  | 15.      | 2:11,79       | 20.           |
| Marc Girardelli | Szuperóriás-műlesiklás |          |          |          |          | nem ért célba | nem ért célba |